# Suore francescane di Nostra Signora delle Grazie
Le Suore Francescane di Nostra Signora delle Grazie (in inglese Franciscan Sisters of Our Lady of Graces; sigla F.S.L.G.) sono un istituto religioso femminile di diritto pontificio.

## Storia
Le origini della congregazione risalgono alla fondazione fatta il 21 novembre 1881 a Bettiah, nel vicariato apostolico di Patna, dal missionario cappuccino Raffaele da Livorno: la comunità iniziale era costituita da quattro socie che seguivano la regola del Terz'ordine di San Francesco e curavano l'assistenza ai fanciulli poveri. Il sodalizio ebbe vita effimera ma fu ricostituito nel 1904, anche se non ebbe a lungo una sistemazione canonica regolare.
Nel 1962 le terziarie si stabilirono in diocesi di Meerut e si posero alle dipendenze del vescovo locale, il cappuccino Giuseppe Evangelisti, che il 5 giugno 1965 procedette all'erezione canonica della congregazione. La formazione delle religiose fu affidata alle suore missionarie di Ajmer.

## Attività e diffusione
Le suore si dedicano all'insegnamento scolastico, alla cura dei malati e alle opere sociali.
La sede generalizia è a Meerut.
Alla fine del 2015 l'istituto contava 292 religiose in 50 case.